# Wellen, Börde
Wellen là một đô thị ở Börde huyện thuộc bang Sachsen-Anhalt, nước Đức. Đô thị Wellen, Börde có diện tích 10,37 kilômét vuông, dân số thời điểm ngày 31 tháng 12 năm 2006 là 1293 người.